# She-Ra – Prinzessin der Macht
She-Ra – Prinzessin der Macht (Originaltitel: She-Ra – Princess of Power) ist eine US-amerikanische Fantasy-Zeichentrickserie, die von 1985 bis 1987 von Lou Scheimer beim Trickfilmstudio Filmation produziert wurde. Sie umfasst 92 Episoden in zwei Staffeln und basiert auf der Action-Figuren-Reihe Masters of the Universe von Mattel. Es handelt sich um einen Ableger der Fernsehserie He-Man – Tal der Macht. Zentrale Superheldin der Serie ist She-Ra, die Schwester von He-Man.

## Handlung
Adora, die lange Zeit verschollen geglaubte Schwester von He-Man, kehrt zurück. Sie besitzt das „Schwert des Schutzes“, das ihr die Fähigkeit verleiht, sich in die Superheldin She-Ra, die Prinzessin der Macht, zu verwandeln. Nachdem He-Man den Planeten Etheria verlassen hat, übernimmt She-Ra die Führung der Rebellen im Kampf gegen Hordak und seine Streitkräfte.

## Entstehung
Wie bereits zuvor bei He-Man – Tal der Macht beauftragte Mattel erneut das Zeichentrickstudio Filmation und Produzent Lou Scheimer mit der Produktion einer Zeichentrickserie als Begleitung zu Mattels Action-Figuren-Reihe. Hauptzielgruppe waren diesmal junge Mädchen.
Zusätzlich wurden die ersten fünf Episoden gekürzt und zu einem Film zusammengeschnitten, der unter dem Namen Das Geheimnis des Zauberschwertes (Original: The Secret of the Sword) im Kino lief.

## Veröffentlichung
Den Vertrieb übernahm Group W Productions. 
Die Serie wurde erstmals in den USA vom 9. September 1985 bis zum 5. Dezember 1987 durch verschiedene regionale Sender in Syndication ausgestrahlt. 
In Deutschland wurde die Serie erstmals 1989 im Rahmen des Kinderprogramms Bim Bam Bino beim Fernsehsender Tele 5 ausgestrahlt und seit dem mehrfach auf verschiedenen Fernsehsendern wiederholt.
Als im Jahr 2000 der Pay-TV-Sender Premiere die Rechte an der Serie erworben hatte, ließ er auch die restlichen Folgen synchronisieren und sendete erstmals ab dem 16. Juli 2000 alle Episoden der beiden Staffeln auf dem Spartenkanal K-Toon.
Am 8. Dezember 2022 erschien She-Ra – Prinzessin der Macht zusammen mit der Fernsehserie He-Man – Tal der Macht erstmals HD-überarbeitet in einem Komplettset namens The Eternia Collection von Plaion auf Blu-ray. Dieses Set enthält neben den beiden Serien auch den Spielfilm Das Geheimnis des Zauberschwertes, die Crossover-Sonderfolge Weihnachten auf Eternia, sämtliches bisher veröffentlichtes Bonusmaterial, einen Comicband, Poster, Skizzen sowie ein Booklet mit Essay und Episodenführer.

## Synchronisation
Die Synchronisation wurde bei der Studio Hamburg Synchron nach Dialogbüchern und unter der Dialogregie von Matthias Grimm erstellt.
| Rolle             | Englischer Sprecher      | Deutscher Sprecher |
| ----------------- | ------------------------ | --- |
| Adora/She-Ra      | Melendy Britt            | Traudel Sperber (Tele-5-Synchronisation) Carolin van Bergen (Video-Synchronisation) Kristina von Weltzien (Premiere-Synchronisation) Evelyn Maron (Folge: „Das Geheimnis des Zauberschwerts“) |
| Glimmer           | Linda Gary               | Traudel Sperber (Tele-5-Synchronisation) Celine Fontanges (Premiere-Synchronisation) |
| Bow               | George DiCenzo           | Gerhart Hinze Marco Kröger |
| Swift Wind        | Lou Scheimer             | Klaus-Peter Kaehler (Tele-5-Synchronisation) Matthias Grimm (Premiere-Synchronisation) |
| Hordak            | George DiCenzo           | Gerhard Hinze |
| Catra             | Melendy Britt Linda Gary | Traudel Sperber Monika Barth Barbara Ratthey („Das Geheimnis des Zauberschwerts“) |
| Prinz Adam/He-Man | John Erwin               | Helgo Liebig (Tele-5-Synchronisation) Norbert Langer (Synchronsprecher) (Folge: „Das Geheimnis des Zauberschwerts“)                                                                           |

## Episodenliste
Diese Episodenliste enthält sämtliche Episoden.

### Staffel 1
| Folge | Code  | Deutscher Titel                 | Originaltitel                   | Regisseur         | US-Erstausstrahlung |
| ----- | ----- | ------------------------------- | ------------------------------- | ----------------- | ------------------- |
| 01    | 67001 | Etheria                         | Into Etheria                    | Gwen Wetzler      | 09.09.1985          |
| 02    | 67002 | Beast Land                      | Beast Island                    | Lou Kachivas      | 10.09.1985          |
| 03    | 67003 | Tapfere She-Ra                  | She-Ra Unchained                | Bill Reed         | 11.09.1985          |
| 04    | 67004 | Endlich vereint!                | Reunions                        | Bill Reed         | 12.09.1985          |
| 05    | 67005 | Die große Schlacht              | The Battle For Brightmoon       | Ed Friedman       | 13.09.1985          |
| 06    | 67006 | Das Duell bei Devlan            | Duel at Devlan                  | Bill Reed         | 06.12.1985          |
| 07    | 67007 | Der Falke                       | The Sea Hawk                    | Bill Reed         | 16.09.1985          |
| 08    | 67008 | Der rote Ritter                 | The Red Knight                  | Tom Sito          | 17.09.1985          |
| 09    | 67009 | Die verlorene Axt               | The Missing Ax                  | Richard Trueblood | 18.09.1985          |
| 10    | 67010 | Die Gefangenen von Beast Island | The Prisoners of Beast Island   | Richard Trueblood | 19.09.1985          |
| 11    | 67011 | Der giftige Plan                | The Peril of Whispering Woods   | Lou Kachivas      | 20.09.1985          |
| 12    | 67012 | Der lachende Drache             | The Laughing Dragon             | Ernie Schmidt     | 23.09.1985          |
| 13    | 67013 | König Miro                      | King Miro's Journey             | Ed Friedman       | 24.09.1985          |
| 14    | 67014 | Wahre Freunde                   | Friendship                      | Richard Trueblood | 25.09.1985          |
| 15    | 67015 | Der magische Spiegel            | He Ain't Heavy                  | Tom Tataranowicz  | 26.09.1985          |
| 16    | 67016 | Sea Hawks Rückkehr              | Return of the Sea Hawk          | Tom Tataranowicz  | 27.09.1985          |
| 17    | 67017 | Die verlorene Sprache           | A Loss for Words                | Tom Sito          | 30.09.1985          |
| 18    | 67018 | Horde Prime macht Urlaub        | Horde Prime Takes a Holiday     | Marsh Lamore      | 01.10.1985          |
| 19    | 67019 | Das Schloss                     | Enchanted Castle                | Marsh Lamore      | 02.10.1985          |
| 20    | 67020 | Drei mutige Herzen              | Three Courageous Hearts         | Tom Sito          | 03.10.1985          |
| 21    | 67021 | Das Zauberschwert               | The Stone in the Sword          | Marsh Lamore      | 04.10.1985          |
| 22    | 67022 | Das verzauberte Schloss         | The Crystal Castle              | Steve Clark       | 07.10.1985          |
| 23    | 67023 | Die Krone der Weisheit          | The Crown of Knowledge          | Marsh Lamore      | 08.10.1985          |
| 24    | 67024 | Die Minen von Mondor            | The Mines of Mondor             | Ernie Schmidt     | 09.10.1985          |
| 25    | 67025 | Kleine Helden                   | Small Problems                  | Ed Friedman       | 10.10.1985          |
| 26    | 67026 | Bücherverbrennung               | Book Burning                    | Ernie Schmidt     | 11.10.1985          |
| 27    | 67027 | Der Zaubernebel                 | The Eldritch Mist               | Steve Clark       | 14.10.1985          |
| 28    | 67028 | Bows Abschied                   | Bow's Farewell                  | Lou Kachivas      | 15.10.1985          |
| 29    | 67029 | Der Prinz                       | The Price of Freedom            | Ed Friedman       | 16.10.1985          |
| 30    | 67030 | Magische Musik                  | Play It Again, Bow              | Tom Sito          | 17.10.1985          |
| 31    | 67031 | Der widerspenstige Zauberer     | The Reluctant Wizard            | Ernie Schmidt     | 18.10.1985          |
| 32    | 67032 | Echte Freunde                   | Friends Are Where You Find Them | Richard Trueblood | 21.10.1985          |
| 33    | 67033 | Nichts als Ärger                | A Talent for Trouble            | Mark Glamack      | 22.10.1985          |
| 34    | 67034 | Der König der Trolle            | Troll's Dream                   | Bill Reed         | 23.10.1985          |
| 35    | 67035 | Das Schicksalstor               | Gateway to Trouble              | Steve Clark       | 24.10.1985          |
| 36    | 67036 | Die Einhörner in Gefahr         | The Unicorn King                | Marsh Lamore      | 25.10.1985          |
| 37    | 67037 | Der ehrgeizige Lehrling         | The Anxious Apprentice          | Mark Glamack      | 28.10.1985          |
| 38    | 67038 | Zoogeschichten                  | Zoo Story                       | Lou Kachivas      | 29.10.1985          |
| 39    | 67039 | Die Welt der Dunkelheit         | Into the Dark Dimension         | Bill Reed         | 30.10.1985          |
| 40    | 67040 | Der Schatz der Gründer          | Treasures of the First Ones     | Marsh Lamore      | 31.10.1985          |
| 41    | 67041 | Glimmers Geschichte             | Glimmer's Story                 | Ed Friedman       | 01.11.1985          |
| 42    | 67042 | Das Ebenbild                    | Enemy with My Face              | Richard Trueblood | 04.11.1985          |
| 43    | 67043 | Kowl kommt zurück               | Welcome Back, Kowl              | Bill Reed         | 05.11.1985          |
| 44    | 67044 | Die Steinmenschen               | The Rock People                 | Steve Clark       | 06.11.1985          |
| 45    | 67045 | Huntara                         | Huntara                         | Tom Tataranowicz  | 07.11.1985          |
| 46    | 67046 | Die Geschichte von Micah        | Micah of Bright Moon            | Bill Reed         | 08.11.1985          |
| 47    | 67047 | Der schwarze Magier             | The Price of Power              | Marsh Lamore      | 11.11.1985          |
| 48    | 67048 | Die Vögel                       | Birds of a Feather              | Mark Glamack      | 12.11.1985          |
| 49    | 67049 | Das Geburtstagsgeschenk         | For Want of a Horse             | Mark Glamack      | 13.11.1985          |
| 50    | 67050 | Die kleine Heldin               | Just Like Me                    | Tom Tataranowicz  | 14.11.1985          |
| 51    | 67051 | Mein Freund, mein Feind         | My Friend, My Enemy             | Richard Trueblood | 15.11.1985          |
| 52    | 67052 | Der Zauberer                    | The Wizard                      | Lou Kachivas      | 18.11.1985          |
| 53    | 67053 | Ein neuer Freund                | Unexpected Ally                 | Lou Kachivas      | 19.11.1985          |
| 54    | 67054 | Das Licht der Kristalle         | The Light of the Crystal        | Tom Sito          | 20.11.1985          |
| 55    | 67055 | Loo-Kee hilft aus               | Loo-Kee Lends a Hand            | Mark Glamack      | 21.11.1985          |
| 56    | 67056 | Der Zauberkäfig                 | Of Shadows and Skulls           | Ed Friedman       | 22.11.1985          |
| 57    | 67057 | She-Ra in Not                   | Jungle Fever                    | Mark Glamack      | 25.11.1985          |
| 58    | 67058 | Schwarzer Schnee                | Black Snow                      | Lou Kachivas      | 26.11.1985          |
| 59    | 67059 | Lichtet den Anker (1)           | Anchors Aloft, Part 1           | Ernie Schmidt     | 27.11.1985          |
| 60    | 67060 | Lichtet den Anker (2)           | Anchors Aloft, Part 2           | Bob Arkwright     | 28.11.1985          |
| 61    | 67061 | Rauch und Feuer                 | Darksmoke and Fire              | Ernie Schmidt     | 29.11.1985          |
| 62    | 67062 | Zauberkatzen                    | Magicats                        | Ed Friedman       | 02.12.1985          |
| 63    | 67063 | Blumen für Hordak               | Flowers for Hordak              | Richard Trueblood | 03.12.1985          |
| 64    | 67064 | Kind der Wildnis                | Wild Child                      | Bill Reed         | 04.12.1985          |
| 65    | 67065 | Ein böser Zauber                | The Greatest Magic              | Tom Tataranowicz  | 11.10.1986          |

### Staffel 2
| Folge | Code  | Deutscher Titel            | Originaltitel                      | Regisseur         | US-Erstausstrahlung |
| ----- | ----- | -------------------------- | ---------------------------------- | ----------------- | ------------------- |
| 66    | 67066 | She-Ra und ihre Freunde    | One to Count On                    | Bill Reed         | 13.09.1986          |
| 67    | 67067 | General Sunder             | Return of the General              | Richard Trueblood | 20.09.1986          |
| 68    | 67068 | Der magische Fluss         | Out of the Cocoon                  | Marsh Lamore      | 27.09.1986          |
| 69    | 67069 | Der kleine Ausreißer       | A Lesson in Love                   | Ed Friedman       | 04.10.1986          |
| 70    | 67070 | Der Zauberstein            | Something Old, Something New       | Richard Trueblood | 05.12.1986          |
| 71    | 67071 | Loo Kee und seine Freundin | Loo-Kee's Sweety                   | Ernie Schmidt     | 12.09.1986          |
| 72    | 67072 | Die Macht der Perle        | The Pearl                          | Lou Kachivas      | 18.10.1986          |
| 73    | 67073 | Die Zeitmaschine           | The Time Transformer               | Lou Kachivas      | 19.09.1986          |
| 74    | 67074 | Die Höhle der Stürme       | Above It All                       | Lou Kachivas      | 25.10.1986          |
| 75    | 67075 | Der Tag der Blumen         | Day of the Flowers                 | Bill Reed         | 01.11.1986          |
| 76    | 67076 | Das verborgene Dorf        | Brigis                             | Bill Reed         | 19.09.1986          |
| 77    | 67077 | Das Amulett                | The Caregiver                      | Bill Reed         | 08.11.1986          |
| 78    | 67078 | Der Wirbeltanz             | When Whispering Woods Last Bloomed | Ed Friedman       | 26.09.1986          |
| 79    | 67079 | Das Versprechen            | Romeo and Glimmer                  | Tom Tataranowicz  | 15.11.1986          |
| 80    | 67080 | Weg in die Freiheit        | The Perils of Peekablue            | Ernie Schmidt     | 22.11.1986          |
| 81    | 67081 | Der Zirkus                 | Just the Way You Are               | Lou Kachivas      | 03.10.1986          |
| 82    | 67082 | Ein treuer Freund          | The Locket                         | Richard Trueblood | 10.10.1986          |
| 83    | 67083 | Gefährlicher Ausflug       | She-Ra Makes a Promise             | Tom Sito          | 17.10.1986          |
| 84    | 67084 | Der Zauberstab             | Bow's Magical Gift                 | Lou Kachivas      | 24.10.1986          |
| 85    | 67085 | Sweet Bee                  | Sweet Bee's Home                   | Tom Tataranowicz  | 29.11.1986          |
| 86    | 67086 | Glimmer auf Abwegen        | Glimmer Come Home                  | Ernie Schmidt     | 31.10.1986          |
| 87    | 67087 | Reingelegt!                | The Inspector                      | Bill Nunes        | 07.11.1986          |
| 88    | 67088 | Magische Bilder            | Portrait of Doom                   | Bill Nunes        | 06.12.1986          |
| 89    | 67089 | Der große Knall            | Hordak's Power Play                | Bill Nunes        | 14.11.1986          |
| 90    | 67090 | Orkos Schatten             | Shades of Orko                     | Bill Reed         | 21.11.1986          |
| 91    | 67091 | Das Bienenvolk             | Assault on the Hive                | Richard Trueblood | 13.12.1986          |
| 92    | 67092 | Das Land der Bibbets       | The Bibbet Story                   | Marsh Lamore      | 28.11.1986          |
| 93    | 67093 | Das kleine Einhorn         | Swifty's Baby                      | Ed Friedman       | 05.12.1986          |

## Fortsetzungen
Von 2018 bis 2020 produzierte Netflix die Zeichentrickserie She-Ra und die Rebellen-Prinzessinnen (Originaltitel She-Ra and the Princesses of Power), die ein Reboot darstellt. Es handelt sich dabei um die zweite Fernsehserie über She-Ra bzw. die fünfte des Masters of the Universe-Franchise insgesamt.
Siehe auch: Masters of the Universe#Fernsehserien